# Sphaeriestes impressus
Sphaeriestes impressus là một loài bọ cánh cứng trong họ Salpingidae. Loài này được Wollaton miêu tả khoa học năm 1857.